# Eupithecia subfumosa
Eupithecia subfumosa är en fjärilsart som beskrevs av Inoue 1965. Eupithecia subfumosa ingår i släktet Eupithecia och familjen mätare. Inga underarter finns listade i Catalogue of Life.